# 第110步兵师 (德国国防军)
德国国防军陆军第110步兵师（德語：110. Infanterie-Division）于1940年4月在吕讷堡组建，由恩斯特·塞弗特将军指挥。1941年6月22日巴巴羅薩行動行动开始之前，它一直驻扎在波兰。它是德国国防军中央集團軍的一部分，本身由三个步兵团和一个炮兵团组成。该师在东线作战，到战争结束时，共有九名騎士鐵十字勳章持有者，其中四人于1943年11月获得该奖项。1944年7月，该师被苏联军队摧毁。